# Comuna Liubahî, Volodîmîreț
Liubahî (în ucraineană Любахи) este o comună în raionul Volodîmîreț, regiunea Rivne, Ucraina, formată din satele Ciudlea și Liubahî (reședința).

## Demografie
Componența lingvistică a comunei Liubahî
     Ucraineană (98,65%)
     Alte limbi (1,24%)
Conform recensământului din 2001, majoritatea populației comunei Liubahî era vorbitoare de ucraineană (98,65%), existând în minoritate și vorbitori de alte limbi.